# Homospora rhodoscopa
Homospora rhodoscopa är en fjärilsart som beskrevs av Oswald Beltram Lower 1902. Homospora rhodoscopa ingår i släktet Homospora och familjen mätare. Inga underarter finns listade i Catalogue of Life.